# Carmen Leggio
Carmelo John Leggio (Tarrytown, 1927 - New York, 17 april 2009) was een Amerikaanse jazz-saxofonist (altsaxofoon en tenorsaxofoon). Hij speelde mainstream jazz, swing en bop.
Na enkele jaren op de klarinet te hebben gespeeld, stapte Leggio op zijn veertiende over op de saxofoon. Hij speelde in lokale bands (onder andere met Keter Betts en Horace Silver). Hij verhuisde naar New York, waar hij onder andere optrad met Terry Gibbs en actief was als studiomuzikant. Hij werkte bij Marty Napoleon, Sol Yaged (1956), Benny Goodman (1957) en (als solist) Maynard Ferguson (1958/1959). Vanaf 1960 werkte hij met eigen groepen, in 1961 verscheen een eerste album onder eigen naam. Daarnaast speelde hij bij Mel Lewis (vanaf 1961), Woody Herman (1963/1964) en Gene Krupa (1964-1966). Eind jaren zeventig was hij lid van de bigband van Thad Jones en Mel Lewis, en speelde hij mee op opnames van onder andere Butch Miles (1978), Cal Collins (1978) en Jake Hanna. Hij maakte ook platen onder eigen naam, voor kleine labels en zijn eigen label Leggio Records. Als sideman was hij actief bij opnames voor onder andere Eddie Bert en Bill Crow.

## Discografie
- The Carmen Leggio Group, Jazz Unlimited, 1961
- A Study in Improvisation, Golden Crest Records, 1973
- Tarrytown Tenor, 1978
- Smile, Progressive Records, 1978
- Aerial View, Dreamstreet Records, 1978
- Sax After Midnight, The Good Music Record Company, 1996
- Cocktails for Three, Leggio Records, 2005
- Leggio's Legacy, Leggio, 2005
- Carmen Leggio Quartet (met Joe Cohn), Mighty Quinn Records, 2006
- Sax for Christmas, Leggio, 2007
- Cocktails for 3, Leggio, 2007